# Silla de Einstein

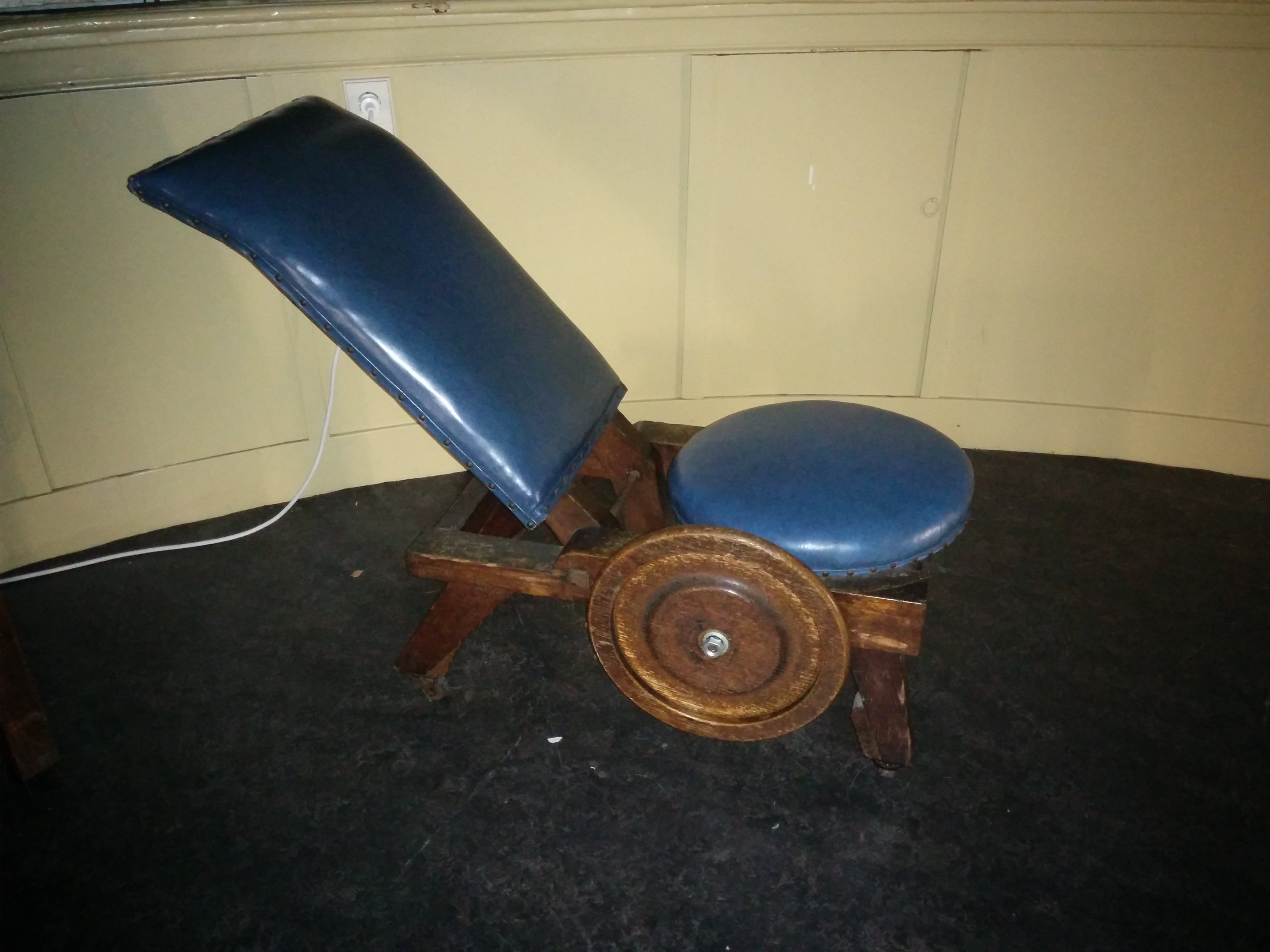

La silla de Einstein es una silla de observación astronómica de antiguo observatorio de Leiden. Esta silla, fabricada en 1961, la única pieza de muebles en observatorio que data de época de Einstein. La silla recibe este nombre porque fue utilizada por Albert Einstein en varias ocasiones durante sus visitas al observatorio Einstein; era un frecuente visitante del edificio durante su cátedra en la universidad de Leiden debido a su amistad con el director, Willem de Sitter. La silla se puede encontrar en la gran cúpula del observatorio, llamada la cúpula de 10 pulgadas, nombrada así por el telescopio de 10 pulgadas que se encuentra dentro. La silla todavía se encuentra en uso y es una atracción popular del observatorio.
El 21 de octubre de 2015, durante el evento "Heel Nederland Kijkt Sterren" el divulgador de ciencia Govert Schilling y el historiador de la ciencia David Baneke hablaron sobre los orígenes e historia de la silla.